# Fossa (Włochy)
Fossa – miejscowość i gmina we Włoszech, w regionie Abruzja, w prowincji L’Aquila.
Według danych na rok 2007 gminę zamieszkiwały 672 osoby, 78,6 os./km².